# 財務事務所
財務事務所（ざいむじむしょ）は、財務省設置法（平成11年7月16日法律第95号）第15条の規定に基づき設置される国の出先機関（地方支分部局）である。所管は財務省。財務事務所を都道府県単位で統括するのが財務局である。

## 財務省設置法
（財務事務所及び財務局、財務支局又は財務事務所の出張所）

第十五条　財務局及び財務支局の所掌事務の一部を分掌させるため、所要の地に、財務事務所を置く。

２　財務事務所の名称、位置及び管轄区域は、政令で定める。

３　財務事務所の所掌事務及び内部組織は、財務省令で定める。

４　財務大臣は、財務局、財務支局又は財務事務所の所掌事務の一部を分掌させるため、所要の地に、財務局、財務支局又は財務事務所の出張所を置くことができる。

５　財務局、財務支局又は財務事務所の出張所の名称、位置、管轄区域、所掌事務及び内部組織は、財務省令で定める。財務省設置法（平成11年法律第95号）第15条

## 政令（財務省組織令：平成12年政令第250号）
（財務事務所の名称、位置及び管轄区域）

第八十三条　財務事務所の名称、位置及び管轄区域は、別表のとおりとする。財務省組織令（平成12年政令第250号）第83条

別表（第八十三条関係）
| 名称             | 位置     | 管轄区域 |
| ---------------- | -------- | --- |
| 函館財務事務所   | 函館市   | 函館市 北斗市 松前郡 上磯郡 亀田郡 茅部郡 二海郡 山越郡 檜山郡 爾志郡 久遠郡 奥尻郡 瀬棚郡 |
| 旭川財務事務所   | 旭川市   | 旭川市 留萌市 稚内市 士別市 名寄市 富良野市 上川郡（新得町及び清水町を除く。） 空知郡のうち上富良野町、中富良野町及び南富良野町 勇払郡のうち占冠村 中川郡のうち美深町、音威子府村及び中川町 雨竜郡のうち幌加内町 増毛郡 留萌郡 苫前郡 天塩郡 宗谷郡 枝幸郡 礼文郡 利尻郡 |
| 釧路財務事務所   | 釧路市   | 釧路市 根室市 釧路郡 厚岸郡 川上郡 阿寒郡 白糖郡 野付郡 標津郡 日梨郡 |
| 帯広財務事務所   | 帯広市   | 帯広市 河東郡 上川郡のうち新得町及び清水町 河西郡 広尾郡 中川郡のうち幕別町、池田町、豊頃町及び本別町 足寄郡 十勝郡 |
| 青森財務事務所   | 青森市   | 青森県 |
| 盛岡財務事務所   | 盛岡市   | 岩手県 |
| 秋田財務事務所   | 秋田市   | 秋田県 |
| 山形財務事務所   | 山形市   | 山形県 |
| 福島財務事務所   | 福島市   | 福島県 |
| 水戸財務事務所   | 水戸市   | 茨城県 |
| 宇都宮財務事務所 | 宇都宮市 | 栃木県 |
| 前橋財務事務所   | 前橋市   | 群馬県 |
| 千葉財務事務所   | 千葉市   | 千葉県 |
| 東京財務事務所   | 東京都   | 東京都 |
| 横浜財務事務所   | 横浜市   | 神奈川県 |
| 新潟財務事務所   | 新潟市   | 新潟県 |
| 甲府財務事務所   | 甲府市   | 山梨県 |
| 長野財務事務所   | 長野市   | 長野県 |
| 富山財務事務所   | 富山市   | 富山県 |
| 福井財務事務所   | 福井市   | 福井県 |
| 岐阜財務事務所   | 岐阜市   | 岐阜県 |
| 静岡財務事務所   | 静岡市   | 静岡県 |
| 津財務事務所     | 津市     | 三重県 |
| 大津財務事務所   | 大津市   | 滋賀県 |
| 京都財務事務所   | 京都市   | 京都府 |
| 神戸財務事務所   | 神戸市   | 兵庫県 |
| 奈良財務事務所   | 奈良市   | 奈良県 |
| 和歌山財務事務所 | 和歌山市 | 和歌山県 |
| 鳥取財務事務所   | 鳥取市   | 鳥取県 |
| 松江財務事務所   | 松江市   | 島根県 |
| 岡山財務事務所   | 岡山市   | 岡山県 |
| 山口財務事務所   | 山口市   | 山口県 |
| 徳島財務事務所   | 徳島市   | 徳島県 |
| 松山財務事務所   | 松山市   | 愛媛県 |
| 高知財務事務所   | 高知市   | 高知県 |
| 佐賀財務事務所   | 佐賀市   | 佐賀県 |
| 長崎財務事務所   | 長崎市   | 長崎県 |
| 大分財務事務所   | 大分市   | 大分県 |
| 宮崎財務事務所   | 宮崎市   | 宮崎県 |
| 鹿児島財務事務所 | 鹿児島市 | 鹿児島県 |財務省組織令（平成12年政令第250号）別表（第83条関係）

## 財務省令（財務省組織規則：平成13年1月6日財務省令第1号）
（財務事務所の所掌事務）

第二百五十三条　財務事務所は、財務局又は福岡財務支局の所掌事務のうち次に掲げる事務を分掌する。

　一　国の予算、決算及び会計に関する事務処理の統一に関すること。

　二　国の予算の作成に関する地方情勢その他の調査に関すること。

　三　国の財務の統括の立場から地方公共団体の歳入及び歳出に係る調査に関すること。

　四　企業の経理の実態に関する統計を作成すること。

　五　国債に関すること。

　六　たばこ事業及び塩事業の発達、改善及び調整に関すること。

　七　財政融資資金の運用並びに融通先についての調査及び実地監査に関すること。

　八　国内資金運用の調整に関すること。

　九　地方債に関すること。

　十　地方経済に関する調査並びに資料及び情報の収集に関すること。

　十一　地方経済に関する調査統計に基づく総合的な研究及び分析に関すること。

　十二　国有財産の総括に関すること。

　十三　普通財産の管理及び処分に関すること。

　十四　国の庁舎等の使用調整等に関する特別措置法第五条に規定する特定国有財産整備計画に関すること。

　十五　国家公務員の宿舎の設置（合同宿舎については、その設置及び管理）に関すること並びに国家公務員の宿舎の管理に関する事務の総括に関すること。

　十六　次に掲げる者の監督に関すること。

　　イ　金融機関

　　ロ　銀行持株会社

　　ハ　銀行代理業、長期信用銀行代理業、信用金庫代理業、労働金庫代理業、信用協同組合代理業、農業協同組合法第九十二条の二第二項に規定する特定信用事業代理業又は水産業協同組合法第百二十一条の二第二項に規定する特定信用事業代理業を行う者並びに再編強化法代理業務を行う農業協同組合、漁業協同組合及び水産加工業協同組合

　　ニ　電子決済等代行業、信用金庫電子決済等代行業、労働金庫電子決済等代行業、信用協同組合電子決済等代行業、農業協同組合法第九十二条の五の二第二項に規定する特定信用事業電子決済等代行業又は水産業協同組合法第百二十一条の五の二第二項に規定する特定信用事業電子決済等代行業を営む者

　　ホ　少額短期保険持株会社

　　ヘ　生命保険募集人、損害保険代理店、少額短期保険募集人及び保険仲立人

　　ト　金融商品取引業を行う者

　　チ　投資法人

　　リ　高速取引行為者

　　ヌ　信託業又は信託契約代理業を営む者及び信託業法第五十条の二第一項の登録を受けた者

　　ル　貸金業を営む者、貸金業協会、登録講習機関、指定信用情報機関及び指定試験機関

　　ヲ　特定金融会社等

　　ワ　特定目的会社、特定譲渡人及び原委託者

　　カ　前払式支払手段発行者

　　ヨ　資金移動業を営む者

　　タ　暗号資産交換業を行う者

　　レ　認定経営革新等支援機関財務省組織規則（平成13年財務省令第1号）第253条